# Espace urbain Nord-Pas-de-Calais
L'espace urbain Nord-Pas-de-Calais est un espace urbain qui s'étend sur les départements du Nord et du Pas-de-Calais. En 2007, il compte 1 198 communes et une population de 3 816 714 habitants sur une superficie de 9 624,57 km2. C'est le cinquième espace urbain français par sa population et le plus densément peuplé avec 397 habitants au km². Il forme par ailleurs un espace urbain international avec la Belgique.

## Subdivisions
Les aires urbaines de plus de 50 000 habitants qu'il contient sont les suivantes (populations recensement 2007).
| Aire urbaine                    | Population | Superficie | Densité | Nombre de communes |
| ------------------------------- | ---------- | ---------- | ------- | ------------------ |
| Lille (partie française)        | 1 163 939  | 974,92     | 1 194   | 130                |
| Douai-Lens                      | 546 300    | 684,44     | 798     | 105                |
| Valenciennes (partie française) | 399 144    | 761,13     | 524     | 102                |
| Béthune                         | 267 001    | 458,89     | 582     | 73                 |
| Dunkerque                       | 259 135    | 766,00     | 338     | 56                 |
| Boulogne-sur-Mer                | 132 842    | 372,69     | 356     | 45                 |
| Arras                           | 127 743    | 673,42     | 190     | 112                |
| Calais                          | 126 294    | 337,39     | 374     | 30                 |
| Maubeuge (partie française)     | 113 830    | 347,74     | 327     | 43                 |
| Saint-Omer                      | 93 890     | 505,25     | 186     | 63                 |
| Armentières (partie française)  | 58 631     | 92,91      | 631     | 7                  |
| Cambrai                         | 57 342     | 168,68     | 340     | 28                 |

Source :
le Splaf